# Kodama Shunto
Shunto Kodama (sinh ngày 3 tháng 12 năm 1999) là một cầu thủ bóng đá người Nhật Bản.

## Sự nghiệp câu lạc bộ
Shunto Kodama đã từng chơi cho Nagoya Grampus.